# Únos aut
Únos aut (originální název Car-napping – bestellt – geklaut – geliefert) je německý film, který v roce 1980 natočil podle vlastního námětu režisér Wigbert Wicker. Kriminální komedie vychází z tradičního motivu lupiče-gentlemana. Hlavním hrdinou je automobilový návrhář Robert Mehring, který přijde o zaměstnání a přidá se k mezinárodnímu gangu zlodějů aut. Vydává se za zámožného barona von Dahlberga a aby se pomstil svému bývalému nadřízenému, nechá ukrást z jeho firmy přes noc čtyřicet nových luxusních vozů. Děj se odehrává v Paříži, Salcburku i na Sicílii, ve filmu účinkují tehdejší populární automobily jako Porsche 911, Triumph Spitfire nebo Isdera CW 311.
Českou premiéru měl film v roce 1987, hlavní postavu daboval Jiří Schmitzer.

## Hrají
- Bernd Stephan: Robert Mehring
- Anny Duperey: Claudia Klessing
- Hans Beerhenke: Herrmann Aichinger
- Ivan Desny: Barnet
- Eddie Constantine: Laroux
- Adrian Hoven: Benninger
- Michel Galabru: Thibaut
- Luigi Tortora: Carlo
- Peter Kuhnert: Mario
- Adolfo Celi: policejní ředitel v Palermu